# Armoiries de l'Eswatini
Les armoiries de l'Eswatini ont été adoptées en 1968.

## Description et signification
D'azur au bouclier traditionnel swazi accompagné de deux lances. Le tout est surmonté d'un collier qui symbolise l'autorité du monarque de l'Eswatini.
Un lion et un éléphant d'Afrique soutiennent l'écu : le lion représente l'autorité du roi tandis que l'éléphant représente l'Indovuzaki, c'est-à-dire la reine mère.
Le bouclier et les lances sont les symboles de la protection du pays face aux ennemis, ils figurent également sur le drapeau national.
Dans la partie inférieure des armoiries, la devise nationale est inscrite en lettres de sable sur un listel d'argent : “Siyinqaba” qui signifie "Nous sommes la forteresse”.